# Grosser Beerberg

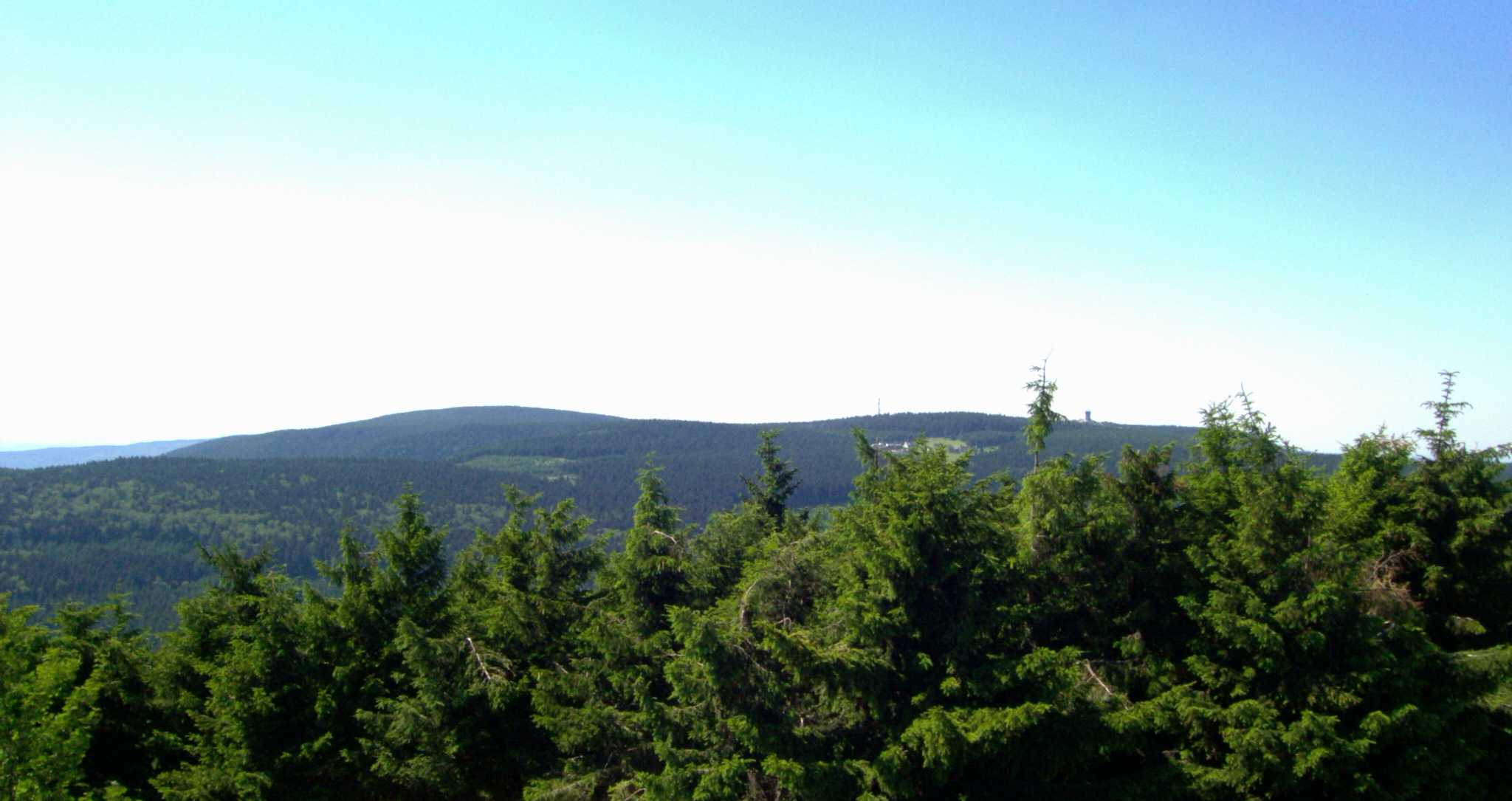
Großer Beerberg syns i bildens vänstra del, den andra toppen är Schneekopf

Grosser Beerberg är den högsta toppen i Thüringer Wald, belägen norr om Suhl, 982 meter över havet.
Genom Grosser Beerberg går en tre kilometer lång järnvägstunnel på linjen Plaue-Ritscherhausen.